# Даміан Суарес
Даміан Ніколас Суарес Суарес (ісп. Damián Nicolás Suárez Suárez; народився 27 квітня 1988 року, Монтевідео, Уругвай) — уругвайський футболіст, захисник клубу «Хетафе».

## Клубна кар'єра
Суарес — вихованець клубу «Дефенсор Спортінг». 2007 року він дебютував в уругвайській Прімері. 2008 року Суарес став чемпіоном Уругваю. 13 лютого 2010 року в поєдинку проти «Сентраль Еспаньйол» Даміан забив свій перший гол за «Дефенсор Спортінг». Влітку 2011 року Він перейшов до хіхонського «Спортінга». Сума трансферу становила 500 тис. євро. Матчем проти «Осасуни» він дебютував в Ла-Лізі.
Влітку 2012 року Суарес перейшов до «Ельче». У матчі проти «Понферрадіни» він дебютував у Сегунді. 2 березня 2013 року у поєдинку проти «Рекреатіво» Даміан забив свій перший гол за «Ельче». За підсумками сезону він допоміг клубові вийти до еліти.
Влітку 2015 року після закінчення контракту з «Ельче», Суарес на правах вільного агента підписав угоду з «Хетафе». 22 серпня в матчі проти «Еспаньйола» він дебютував за нову команду. За підсумками сезону клуб вилетів до Сегунди, але Суарес залишився в команді і через рік допоміг їй повернутися до еліти. 15 квітня 2018 року в поєдинку проти «Еспаньйола» Даміан забив свій перший гол за «Хетафе».

## Міжнародна кар'єра
2005 року Суарес у складі юнацької збірної Уругваю взяв участь у юнацькому чемпіонаті світу в Перу. 2007 року в складі молодіжної збірної Уругваю Даміан взяв участь у молодіжному чемпіонаті світу в Канаді.

## Досягнення
Клубні
 «Дефенсор Спортінг»
- 1 Чемпіонат Уругваю з футболу — 2007/2008